# 桑折重長
桑折 重長（こおり しげなが、天正17年（1589年） - 慶長15年9月10日（1610年10月26日））は、安土桃山時代から江戸時代初期の伊達家家臣。

## 生涯
天正17年（1589年）、伊達郡石母田城に石母田景頼の長男として生まれる。幼名は万六と名付けられ、2年後の天正19年（1591年）、豊臣秀吉の奥州再仕置きによる伊達政宗の領地替えに伴い、父の石母田景頼と共に伊具郡荒山城に移った。
文禄2年（1593年）7月、父も参陣している文禄の役で母の兄にあたる桑折政長が釜山浦で病死した。政長には嗣子がなく、幼女（吉菊）一人だったため、翌年の文禄3年（1594年）1月、伊達政宗の命により、桑折家に養嗣子（女婿）として入ることになった。そして桑折重長と名乗って、桑折家在所江刺郡片岡村に移った。
慶長6年（1601年）、妻の祖父桑折宗長が死去した。重長は幼少のため、実父の石母田景頼が桑折家の陣代となり、桑折左衛門景頼と名乗り、在所胆沢郡西根金ケ崎村に移る。
慶長14年（1609年）、長男が生まれ、正次郎と名付けられた。翌慶長15年（1610年）9月10日、病を患い死去する。享年22。法名は縁法宗覚号極楽院。
妻の吉菊は重長の死後、慶長18年（1613年）に正次郎を桑折家に残して天童重頼（実留守政景の二男）に再嫁ぎ、2人の娘を生んだ。姉は伊達宗重の妻になり、妹は泉田元時の妻になった。

## 系譜
- 父：石母田景頼
- 母：名不詳？（桑折宗長の娘）
- 養父：桑折宗長
- 養母：債（桑折政長の妻・飯坂宗康の娘・飯坂の局の姉）
- 妻：吉菊（桑折政長の娘）重長死後天童重頼に再嫁。
  - 子：国千代（のち正次郎のち桑折定長のち飯坂定長のち飯坂宗長）